# Jonas Hoffmann (Triathlet)
Jonas Hoffmann (* 28. November 1996 in Siegen) ist ein deutscher Triathlet und zweifacher deutscher Meister Crossduathlon (2019, 2022). Er wird in der Bestenliste deutscher Triathleten auf der Ironman-Distanz geführt.

## Werdegang
2012 wurde er Mitglied beim Triathlon-Verein in Buschhütten. 2015 wurde er Deutscher Junioren-Vizemeister sowohl im Duathlon als auch im Triathlon.

### Deutscher Meister Cross-Duathlon 2019 und 2022
2019 und 2022 gewann er in Trier die Meisterschaften der Deutschen Triathlon Union (DTU) im Crossduathlon.
Seit 2021 startet er als Profi-Athlet bei Ironman 70.3- und  Challenge-Wettbewerben über die Mitteldistanz. Im März 2022 wurde er Sechster beim Ironman 70.3 Lanzarote.

### Ironman-Distanz seit 2023
Im Juni 2023 wurde der 26-Jährige Dritter in Nizza bei seinem ersten Start auf der Ironman-Distanz (3,86 km Schwimmen, 180,2 km Radfahren und 42,195 km Laufen) im Ironman France. Bei der Ironman-Weltmeisterschaft im September am gleichen Ort belegte er dann Platz 20.
Beim Ironman 70.3 Kraichgau belegte er im Mai 2024 den dritten Rang.
Mit dem vierten Rang im Ironman South Africa qualifizierte er sich im März 2025 für einen Startplatz bei der nächsten Ironman-Weltmeisterschaft am 14. September in Nizza.

Im Ironman Germany in Frankfurt am Main platzierte sich der 28-Jährige im Juni als bester Deutscher bei den Ironman European Championships auf dem fünften Rang.

## Sportliche Erfolge
| Datum/Jahr    | Platz | Wettbewerb                                          | Austragungsort    | Zeit     | Bemerkung                                                                                        |
| ------------- | ----- | --------------------------------------------------- | ----------------- | -------- | ------------------------------------------------------------------------------------------------ |
| 29. Juni 2025 | 5     | Ironman Germany                                     | Frankfurt am Main | 7:35:55  | bester Deutscher bei den Ironman European Championships                                          |
| 25. Mai 2025  | 4     | Ironman 70.3 Kraichgau                              | Kraichgau         | 3:52:03  |                                                                                                  |
| 30. März 2025 | 4     | Ironman South Africa                                | Port Elizabeth    | 08:06:01 |                                                                                                  |
| 26. Okt. 2024 | 16    | Ironman Hawaii                                      | Hawaii            | 07:59:31 | Ironman World Championships                                                                      |
| 18. Aug. 2024 | 6     | Ironman Germany                                     | Frankfurt am Main | 07:37:39 | bester Deutscher bei den Ironman European Championships; Raddistanz 177 km                       |
| 26. Mai 2024  | 3     | Ironman 70.3 Kraichgau                              | Kraichgau         | 03:52:45 |                                                                                                  |
| 10. Sep. 2023 | 20    | Ironman World Championship                          | Nizza             | 08:44:54 |                                                                                                  |
| 9. Juli 2023  | 23    | DTU Deutsche Meisterschaft Triathlon Sprintdistanz  | Düsseldorf        | 00:54:13 | hinter Lasse Nygaard Priester                                                                    |
| 26. Juni 2023 | 3     | Ironman France                                      | Nizza             | 08:27:25 | erster Start auf der Ironman-Distanz                                                             |
| 21. Mai 2023  | 4     | Ironman 70.3 Kraichgau                              | Kraichgau         | 03:52:09 |                                                                                                  |
| 18. Sep. 2022 | 2     | Ironman 70.3 Dresden                                | Dresden           | 03:44:55 |                                                                                                  |
| 25. Juni 2022 | 6     | Challenge Walchsee-Kaiserwinkl                      | Walchsee          | 03:50:39 |                                                                                                  |
| 29. Mai 2022  | 6     | Ironman 70.3 Kraichgau                              | Kraichgau         | 03:56:20 | Bester Laufsplit 1:10:02 h                                                                       |
| 7. Mai 2022   | 13    | Ironman 70.3 Mallorca                               | Alcúdia           | 04:05:33 |                                                                                                  |
| 19. März 2022 | 6     | Ironman 70.3 Lanzarote                              | Lanzarote         | 04:00:55 |                                                                                                  |
| 16. Okt. 2021 | 8     | Challenge Peguera Mallorca                          | Paguera           | 03:51:40 |                                                                                                  |
| 12. Sep. 2021 | 17    | Ironman 70.3 Nizza                                  | Nizza             | 03:55:38 |                                                                                                  |
| 27. Juni 2021 | 12    | ETU Middle Distance Triathlon European Championship | Walchsee          | 03:47:28 | Europameisterschaft auf der Triathlon-Mitteldistanz im Rahmen der Challenge Walchsee-Kaiserwinkl |
| 9. Mai 2021   | 30    | Challenge Riccione                                  | Riccione          | 03:53:45 |                                                                                                  |
| 18. Juli 2015 | 2     | DTU Deutsche Meisterschaft Triathlon Junioren       | Verl              | 00:53:24 | Deutsche Vizejuniorenmeister Triathlon; hinter Lasse Lührs                                       |

| Datum/Jahr    | Platz | Wettbewerb                               | Austragungsort | Zeit     | Bemerkung                                                                |
| ------------- | ----- | ---------------------------------------- | -------------- | -------- | ------------------------------------------------------------------------ |
| 30. Apr. 2018 | 2     | DTU Deutsche Meisterschaft Duathlon      | Alsdorf        | 02:07:38 | Deutscher Vizemeister Duathlon beim Powerman Alsdorf                     |
| 6. März 2022  | 1     | DTU Deutsche Meisterschaft Crossduathlon | Trier          | 01:20:33 | Deutscher Meister Crossduathlon beim X-Duathlon Trier                    |
| 23. Okt. 2021 | 2     | DTU Deutsche Meisterschaft Crossduathlon | Schleiden      | 02:07:38 | Deutscher Vizemeister Crossduathlon beim Eifeler Crossduathlon Schleiden |
| 17. März 2019 | 1     | DTU Deutsche Meisterschaft Crossduathlon | Trier          | 01:23:54 | Deutscher Meister Crossduathlon beim X-Duathlon Trier                    |

| Datum/Jahr    | Platz | Wettbewerb                                                     | Austragungsort | Zeit     | Bemerkung                                                            |
| ------------- | ----- | -------------------------------------------------------------- | -------------- | -------- | -------------------------------------------------------------------- |
| Aug. 2020     | 2     | Deutsche Leichtathletik-Meisterschaften, Crosslauf Langstrecke | Braunschweig   | 01:47:16 | Mannschaftswertung (mit Simon Huckestein und Frederick Jonas Wehner) |
| 31. Dez. 2016 | 1     | Silvesterlauf München                                          | München        | 00:31:27 |                                                                      |

(DNF – Did Not Finish)